# Kristín Ómarsdóttir

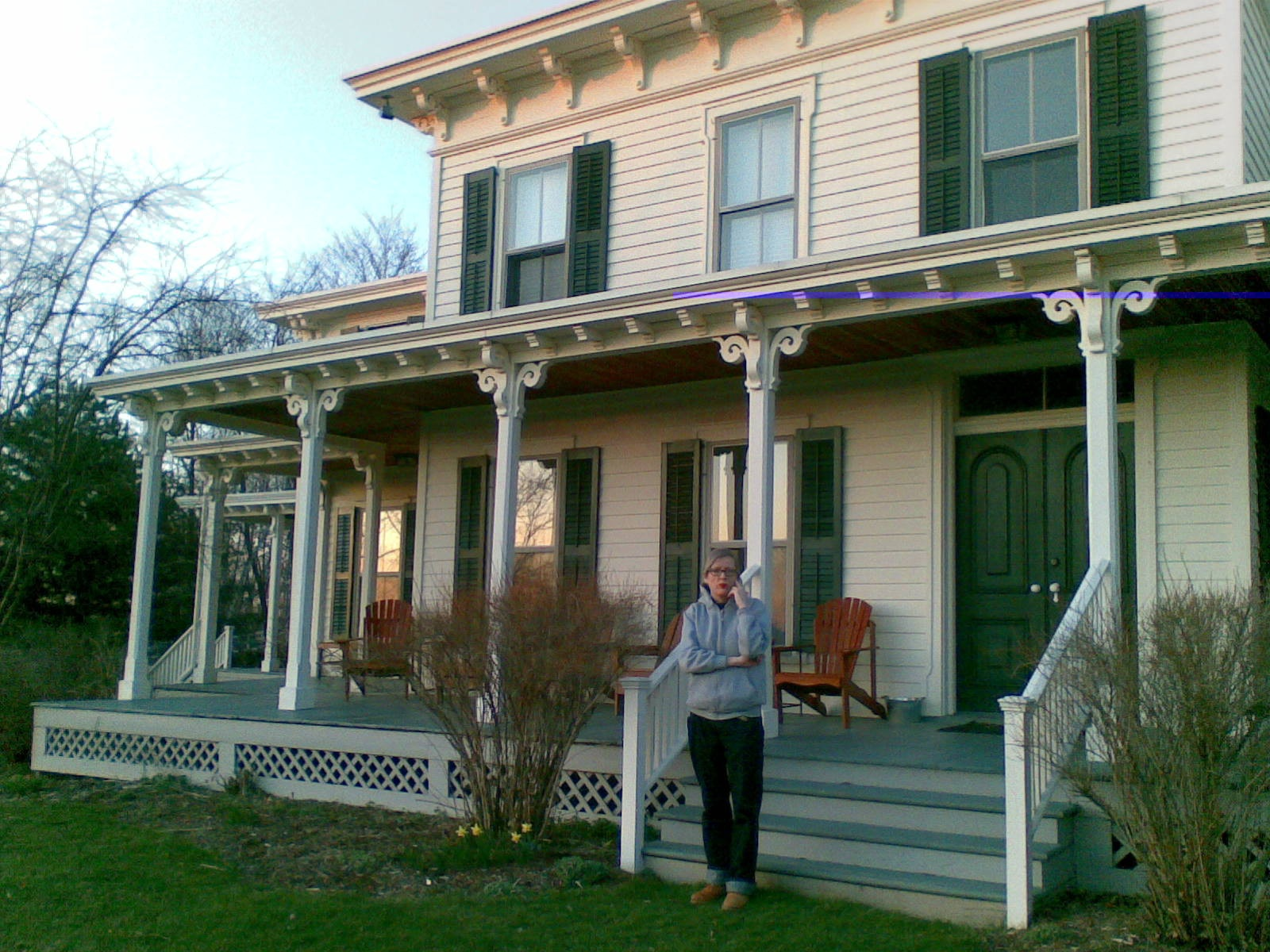
Kristín Ómarsdóttir, 2008

Kristín Ómarsdóttir (* 24. September 1962 in Reykjavík) ist eine isländische Autorin.
Sie studierte an der Universität Islands Literaturwissenschaft und Spanisch.
Kristín Ómarsdóttir hat sowohl Lyrik als auch Romane, Kurzgeschichten und Theaterstücke geschrieben. Ihre erste Veröffentlichung war der Lyrikband „Í húsinu okkar er þoka“ (In unserem Haus ist Nebel) 1987. Ihr erster Roman „Svartir brúðarkjólar“ (Schwarze Brautkleider) erschien 1992. Bis heute hat sie ein umfangreiches Werk geschaffen und erhielt mehrere Auszeichnungen.
Sie publiziert im isländischen Verlag Salka (früher Edda), die deutschen Übersetzungen erscheinen bei die horen.